# 蒙莫里永
蒙莫里永（法語：Montmorillon，法語發音：[mɔ̃mɔʁijɔ̃] ⓘ），法国中西部城市，新阿基坦大区维埃纳省的一个市镇，同时也是该省的一个副省会，下辖蒙莫里永区，其市镇面积为57平方公里，2022年1月1日时人口数量为5,867人，在法国城市中排名第1,839位。
蒙莫里永位于维埃纳省东部，加尔唐普河畔，是一个区域性的中心城市，地质学上的蒙脱石（Montmorillionite）即以该地命名。

## 地名来源
“蒙莫里永”一名的来源尚无官方定论。根据语义学判断，“Montmorillon”对应的拉丁语写法为“mons more”，后者意为“黑色的山丘”。

## 历史

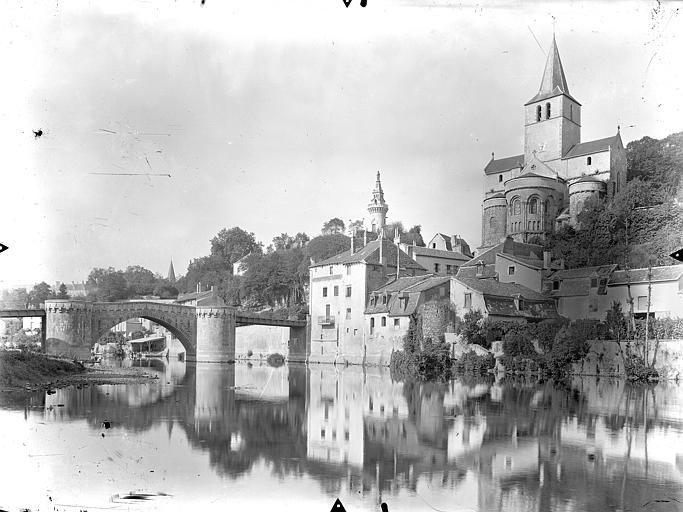
20世纪初的蒙莫里永

根据当地官方网站的论述，蒙莫里永地区在距今约1.5万年就已出现人类活动，当地的考古发掘中亦有相关文物出土。罗马时期，两条罗马道路在蒙莫里永附近交汇。当地最初的城市记载出现于公元9世纪，彼时朗尼尔夫（Ramnulfe，一写作）为当地的领主，他在加尔唐普河畔修建了圣母教堂，其附近区域逐渐形成聚落。12世纪时，蒙莫里永成为普瓦图伯国与马尔什伯国的边境地带，当地的城池得到加固。英法百年战争期间，根据《布勒丁尼条约》，蒙莫里永及其所处的普瓦图地区自1361年起被英格兰军队占领。1372年在贝特朗·杜·盖克兰军队的率领下，蒙莫里永被法兰西军队收复。宗教战争期间，蒙莫里永侥幸躲过一劫，当地出现了神学院，多个封建贵族家族在此定居。法国大革命后，蒙莫里永成为维埃纳省的一个市镇及地区行署，自1800年起成为该省的一个副省会。1822年，加尔唐普河畔穆萨克（Moussac-sur-Gartempe）整体并入蒙莫里永。工业革命期间，蒙莫里永市区的街道得到扩建，并新建了多个公共设施建筑。连接蒙莫里永的铁路线于1878年建成通车。

## 地理

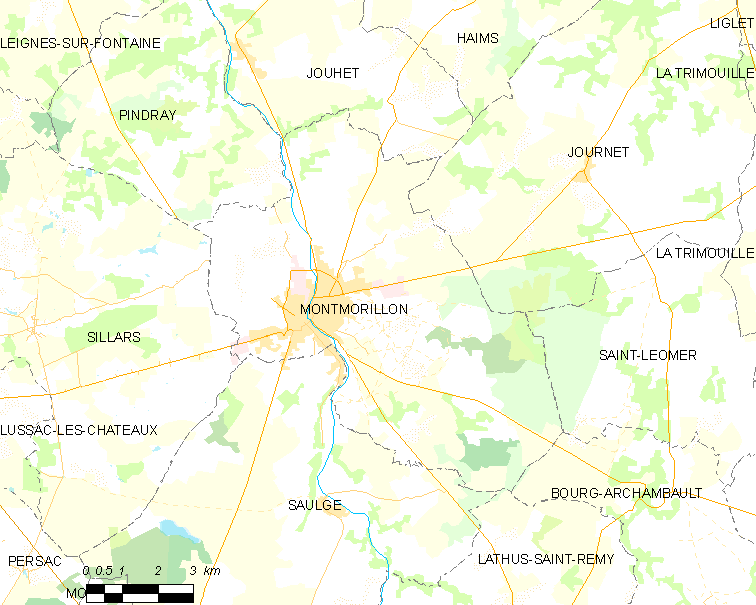
蒙莫里永市镇范围地图

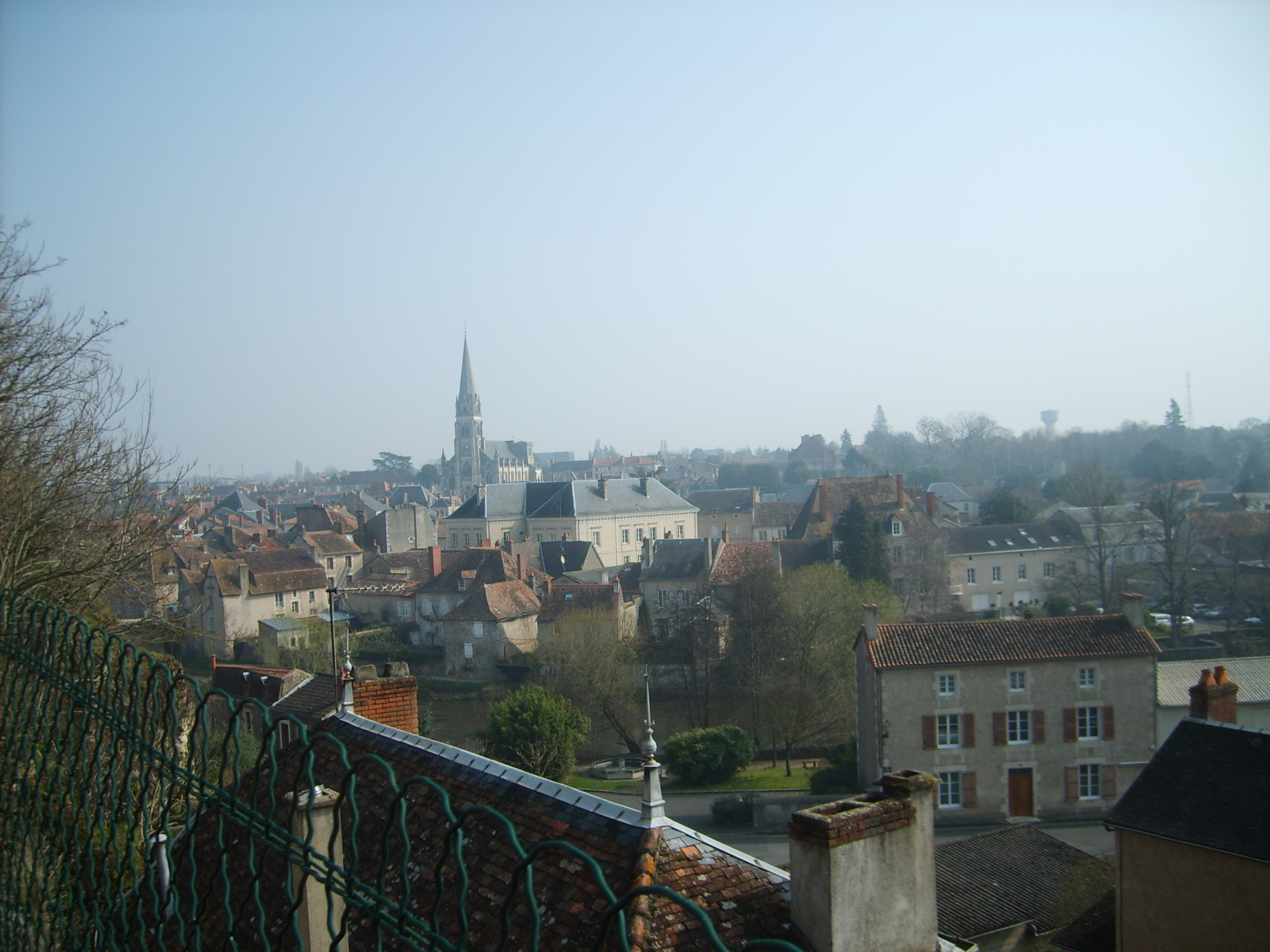
从一处高地眺望蒙莫里永市区

蒙莫里永位于法国中西部，新阿基坦大区北部和维埃纳省东南部，距离省会普瓦捷大约51公里。与蒙莫里永接壤的市镇包括：阿尚博堡、茹埃、茹尔内、拉蒂-圣雷米、潘德赖、圣莱奥梅尔、索尔热、锡拉尔。

### 地形
蒙莫里永位于普瓦图丘陵北部，法国中央高原西北部的边缘地带，境内以浅丘为主，市镇中心地势较为平坦，全境海拔在82到168米之间。

### 地质
蒙莫里永附近历史上为冰川冻融区，该区域附近出产粘土，法语当中的“蒙脱石”即以“蒙莫里永”命名（Montmorillonite）。

### 水文
加尔唐普河自东南向西北流经蒙莫里永境内，该河是维埃纳的支流，属于卢瓦尔河流域。另有阿洛雄溪（ruisseau de l'Allochon）在此注入加尔唐普河。

### 植被
蒙莫里永属于温带阔叶混交林区，林地主要分布于河流两岸。
在鲜花城市的评比中，蒙莫里永被评为3星级鲜花城市。

### 气候
蒙莫里永在柯本气候分类法中属于温带海洋性气候。
蒙莫里永境内设有气象站，以下为该气象站的数据（其中日照数据取自比亚尔气象站）：
| 蒙莫里永1981年－2019年 | 蒙莫里永1981年－2019年 | 蒙莫里永1981年－2019年 | 蒙莫里永1981年－2019年 | 蒙莫里永1981年－2019年 | 蒙莫里永1981年－2019年 | 蒙莫里永1981年－2019年 | 蒙莫里永1981年－2019年 | 蒙莫里永1981年－2019年 | 蒙莫里永1981年－2019年 | 蒙莫里永1981年－2019年 | 蒙莫里永1981年－2019年 | 蒙莫里永1981年－2019年 | 蒙莫里永1981年－2019年 |
| 月份                   | 1月                    | 2月                    | 3月                    | 4月                    | 5月                    | 6月                    | 7月                    | 8月                    | 9月                    | 10月                   | 11月                   | 12月                   | 全年                   |
| ---------------------- | ---------------------- | ---------------------- | ---------------------- | ---------------------- | ---------------------- | ---------------------- | ---------------------- | ---------------------- | ---------------------- | ---------------------- | ---------------------- | ---------------------- | ---------------------- |
| 历史最高温 °C（°F）    | 18.5 (65.3)            | 21.7 (71.1)            | 24.8 (76.6)            | 30.1 (86.2)            | 31.7 (89.1)            | 38.6 (101.5)           | 39.2 (102.6)           | 40.2 (104.4)           | 34.5 (94.1)            | 29.1 (84.4)            | 24.3 (75.7)            | 18.7 (65.7)            | 40.2 (104.4)           |
| 平均高温 °C（°F）      | 8 (46)                 | 9.4 (48.9)             | 13.1 (55.6)            | 15.6 (60.1)            | 20 (68)                | 23.6 (74.5)            | 26 (79)                | 26.3 (79.3)            | 21.9 (71.4)            | 17.1 (62.8)            | 11.4 (52.5)            | 8 (46)                 | 16.7 (62.1)            |
| 日均气温 °C（°F）      | 5.2 (41.4)             | 5.8 (42.4)             | 8.7 (47.7)             | 10.8 (51.4)            | 14.9 (58.8)            | 18.2 (64.8)            | 20.3 (68.5)            | 20.5 (68.9)            | 16.6 (61.9)            | 13.1 (55.6)            | 8.1 (46.6)             | 5.3 (41.5)             | 12.3 (54.1)            |
| 平均低温 °C（°F）      | 2.3 (36.1)             | 2.2 (36.0)             | 4.3 (39.7)             | 6 (43)                 | 9.8 (49.6)             | 12.9 (55.2)            | 14.5 (58.1)            | 14.6 (58.3)            | 11.3 (52.3)            | 9.1 (48.4)             | 4.9 (40.8)             | 2.6 (36.7)             | 7.9 (46.2)             |
| 历史最低温 °C（°F）    | −11.5 (11.3)           | −15.6 (3.9)            | −9.7 (14.5)            | −2.6 (27.3)            | 0.6 (33.1)             | 6 (43)                 | 7.9 (46.2)             | 6.3 (43.3)             | 2 (36)                 | −3.6 (25.5)            | −9.1 (15.6)            | −10.9 (12.4)           | −15.6 (3.9)            |
| 平均降水量 mm（）      | 70.7 (2.78)            | 55.5 (2.19)            | 57.5 (2.26)            | 69.2 (2.72)            | 68.3 (2.69)            | 56 (2.2)               | 50.1 (1.97)            | 56.1 (2.21)            | 61.3 (2.41)            | 81.7 (3.22)            | 81.4 (3.20)            | 81.3 (3.20)            | 789.1 (31.07)          |
| 月均日照時數           | 69.7                   | 96.1                   | 153.8                  | 174.6                  | 206.5                  | 232.9                  | 242.7                  | 241.8                  | 194.2                  | 128.8                  | 82.6                   | 65.2                   | 1,888.9                |
| 来源：infoclimat.fr    |                        |                        |                        |                        |                        |                        |                        |                        |                        |                        |                        |                        |                        |

## 行政区划
蒙莫里永是法国新阿基坦大区维埃纳省的一个市镇，编号为86165，它也是维埃纳省的一个副省会。蒙莫里永下辖蒙莫里永区，隶属于维埃纳省第三选区，管理蒙莫里永县，同时也是维埃纳-加尔唐普市镇公共社区的办公驻地。
法国国家统计与经济研究所（简称）在进行数据统计时，将蒙莫里永单独设为蒙莫里永城市核心区，并将包括核心区在内的周边共5个市镇划为蒙莫里永城市区。自2020年起，蒙莫里永城市区被包含18个市镇的蒙莫里永城市辐射区代替。此外，还将蒙莫里永市镇分为了3个“块区”（IRIS），以便于统计人口分布情况。

## 交通

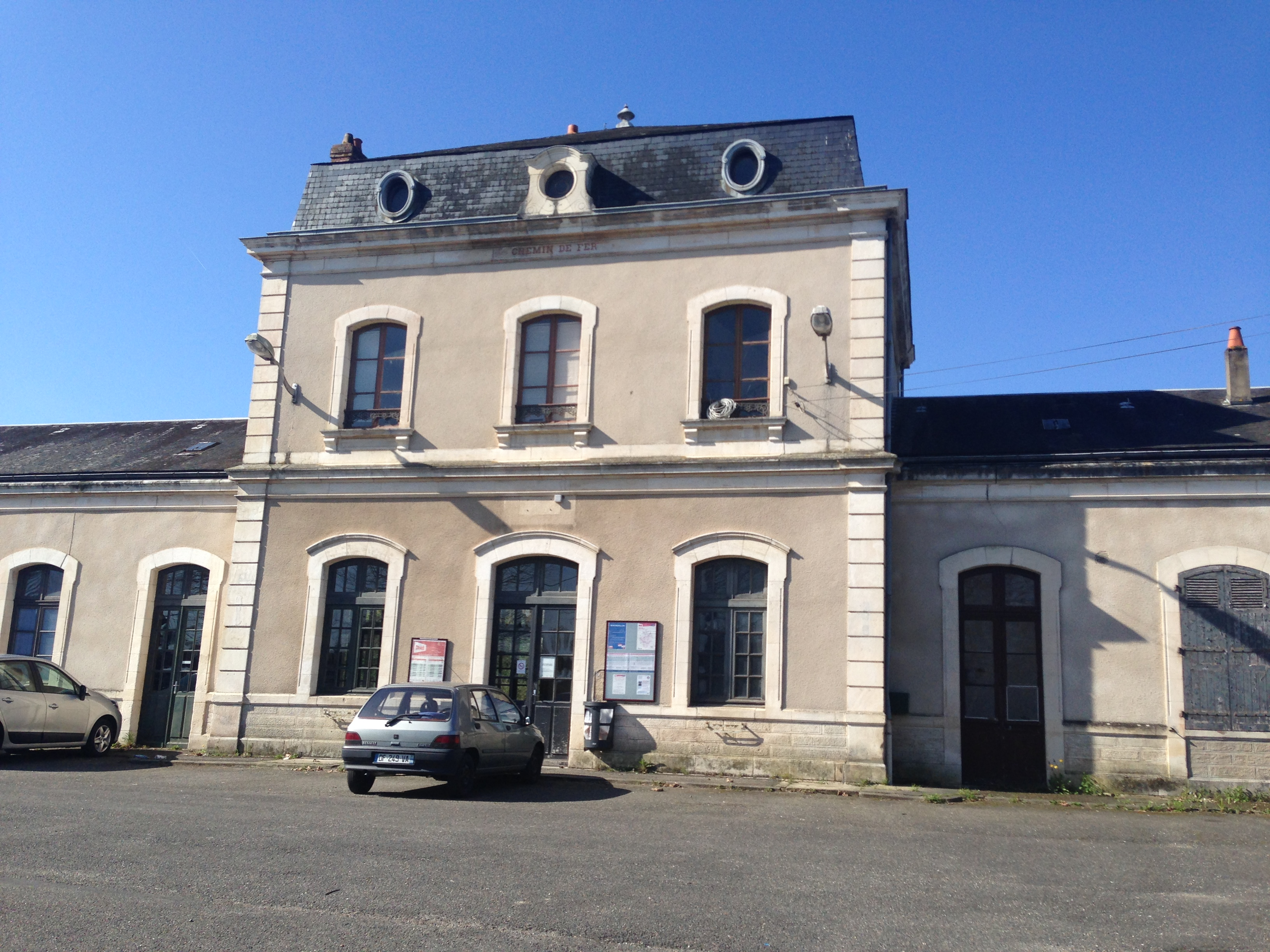
蒙莫里永火车站

### 公路
多条维埃纳省省道在蒙莫里永境内交汇，新阿基坦大区下属的城际客运提供巴士线路，可前往周边部分市镇。
2018年，65.2%的蒙莫里永家庭拥有至少一辆私人汽车。2019年，蒙莫里永境内共发生各类交通事故3起，造成1人遇难，3人受伤。
| 巴黎-奥尔良门 | 349 |

| 奥尔良 | 232 |

| 图尔 | 132 |

| 图卢兹 | 385 |

| 普瓦捷 | 50 |

| 沙泰勒罗 | 58 |

| 尼奥尔 | 116 |

| 绍维尼 | 27 |

| 沙托鲁 | 84 |

| 勒布朗 | 32 |

| 孔福朗 | 58 |

| 吕费克 | 78 |

| 利摩日 | 85 |

| 拉苏泰赖讷 | 59 |

| 勒多拉 | 29 |

| 拉特里穆耶 | 15 |

### 铁路
蒙莫里永位于米尼亚卢-努阿耶－贝尔萨克铁路和蒙莫里永－圣艾尼-勒布朗铁路交汇处，其中前往勒布朗方向的铁路已废弃。蒙莫里永站位于市区东南部，停靠往返于普瓦捷和利摩日一线的区域列车。

### 航空
距离蒙莫里永最近的民用航空站为普瓦捷机场，距离蒙莫里永市中心的公路里程约62公里。

### 城市公共交通
截至2021年11月，蒙莫里永暂无城市公共交通系统。

## 人口
2018年，蒙莫里永市镇人口数量为5,911，在法国排名第1,839位。其中男性2,767人，女性3,144人，75岁及以上人口占15%，外籍人口数量为1,249人，人口密度为104人/平方公里，当地居民被称为（男性）或（女性）。2019年，蒙莫里永境内出生31人，死亡人口114人。
| 年份   | 1936  | 1946  | 1954  | 1962  | 1968  | 1975  | 1982  | 1990  | 1999  | 2006  | 2008  | 2012  | 2014  | 2018  |
| ------ | ----- | ----- | ----- | ----- | ----- | ----- | ----- | ----- | ----- | ----- | ----- | ----- | ----- | ----- |
| 人口數 | 4,754 | 5,410 | 5,524 | 5,743 | 6,034 | 6,685 | 6,954 | 6,667 | 6,898 | 6,584 | 6,443 | 6,258 | 6,155 | 5,911 |

## 政治

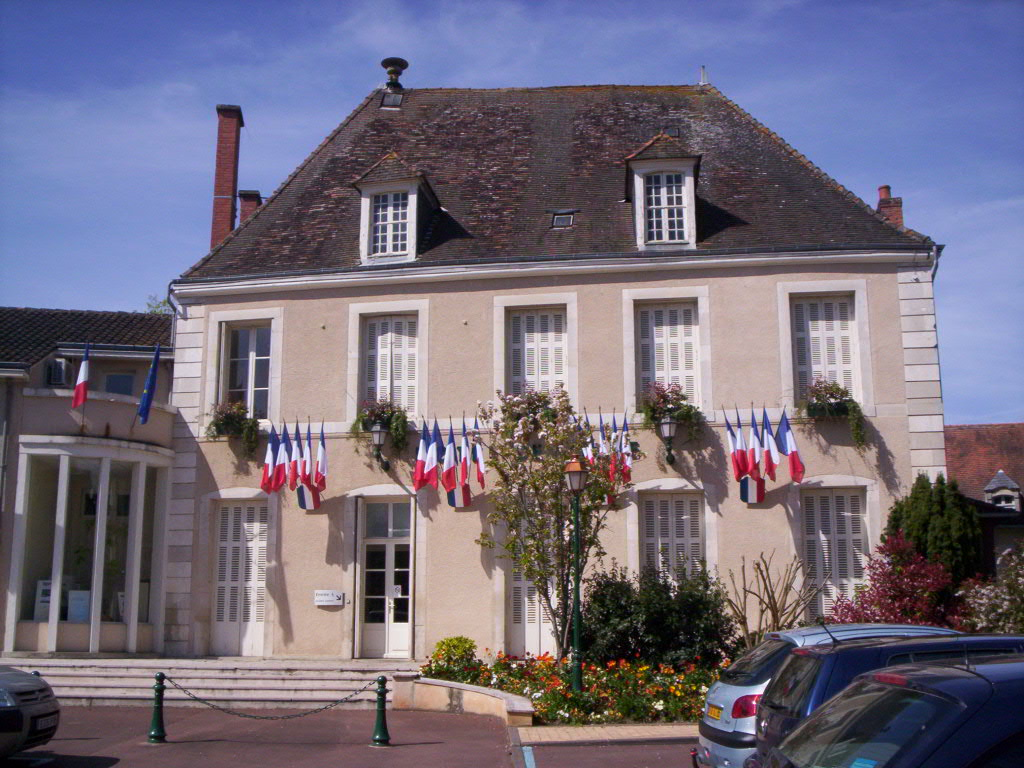
蒙莫里永市政厅

蒙莫里永的现任市长为贝尔纳·布朗谢先生（Bernard Blanchet），他是一名左翼无党派人士。在2020年的市政选举中，居伊·热沃当（Guy Gévaudan）获得了66.29%的支持率。
在2017年的法国总统大选中，法国第25任总统埃马纽埃尔·马克龙在蒙莫里永获得了72%的支持率。
| 蒙莫里永历届市长 |                                      |                   |
| 任期             | 市长                                 | 党派              |
| 1944年－1952年   | Léon Pineau 莱昂·皮诺                | 不详              |
| 1952年－1977年   | Jean-Marie Bouloux 让-马里·布卢      | 無黨籍            |
| 1977年－1989年   | Jean Bertrand 让·贝尔特朗            | 不详              |
| 1989年－1995年   | Philippe Charpentier 菲利普·沙庞蒂埃 | PS社会党          |
| 1995年－2008年   | Guillaume de Russé 纪尧姆·德·吕塞    | UMP人民运动联盟   |
| 2008年－2018年   | Yves Bouloux 伊夫·布卢               | DVD右翼无党派人士 |
| 2018年－2020年   | Ernest Colin 埃内斯特·科兰           | DVD右翼无党派人士 |
| 未实际担任       | Guy Gévaudan 居伊·热沃当             | DVG左翼无党派人士 |
| 2020年－         | Bernard Blanchet 贝尔纳·布朗谢       | DVG左翼无党派人士 |

## 经济
蒙莫里永是一个区域性的中心城市。截止2021年11月，当地共有各类用人单位（包含自雇）897家，平均历史为21年，其中99.42%为中小型企业（PME）。（农具销售）、（矿产）及（人才招聘）是当地2020年营业额最高的三个企业，分别为31,548,920欧元、8,328,554欧元和5,982,499欧元。

## 财政与居民收入
2019年，蒙莫里永的财政收入总额为8,794,350欧元，财政支出总额为7,674,950欧元，当年的债务总额为4,854,120欧元。2021年，蒙莫里永共获得799,540欧元的国家财政补助，比上一年减少了2.64%。
2019年，蒙莫里永的人均月收入总额为1,873欧元，其中高级职员为3,492欧元，低于法国平均水平（4,230欧元）；中级职员为2,162欧元，低于法国平均水平（2,411欧元）；普通职员为1,645欧元，亦低于法国平均水平（1,740欧元）。
2018年，蒙莫里永境内的青壮年（15至64岁）失业率为13.5%，当地48%的家庭拥有纳税资格，平均纳税1,895欧元，低于法国平均水平（3,888欧元）。

## 社会事务

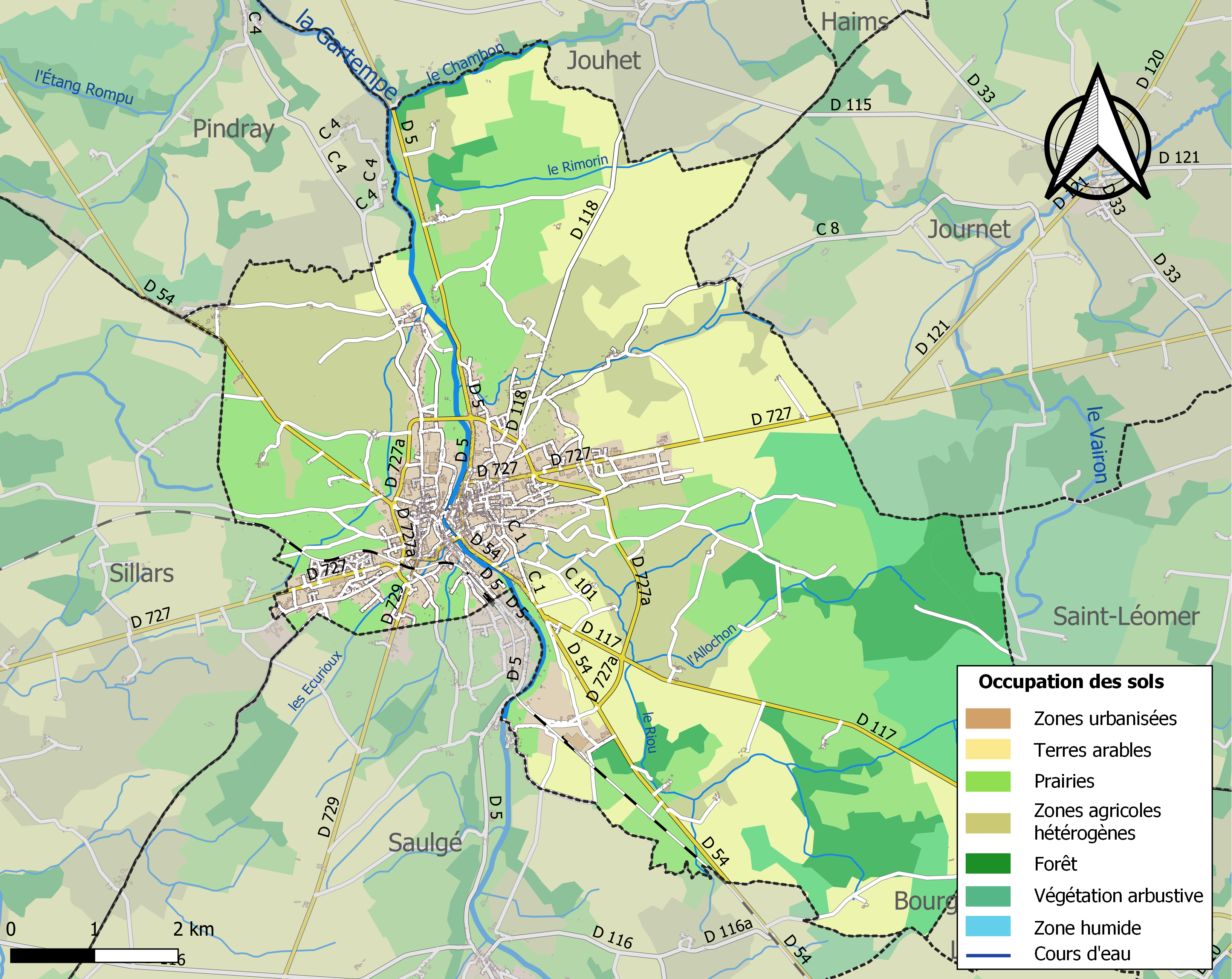
蒙莫里永土地利用情况地图

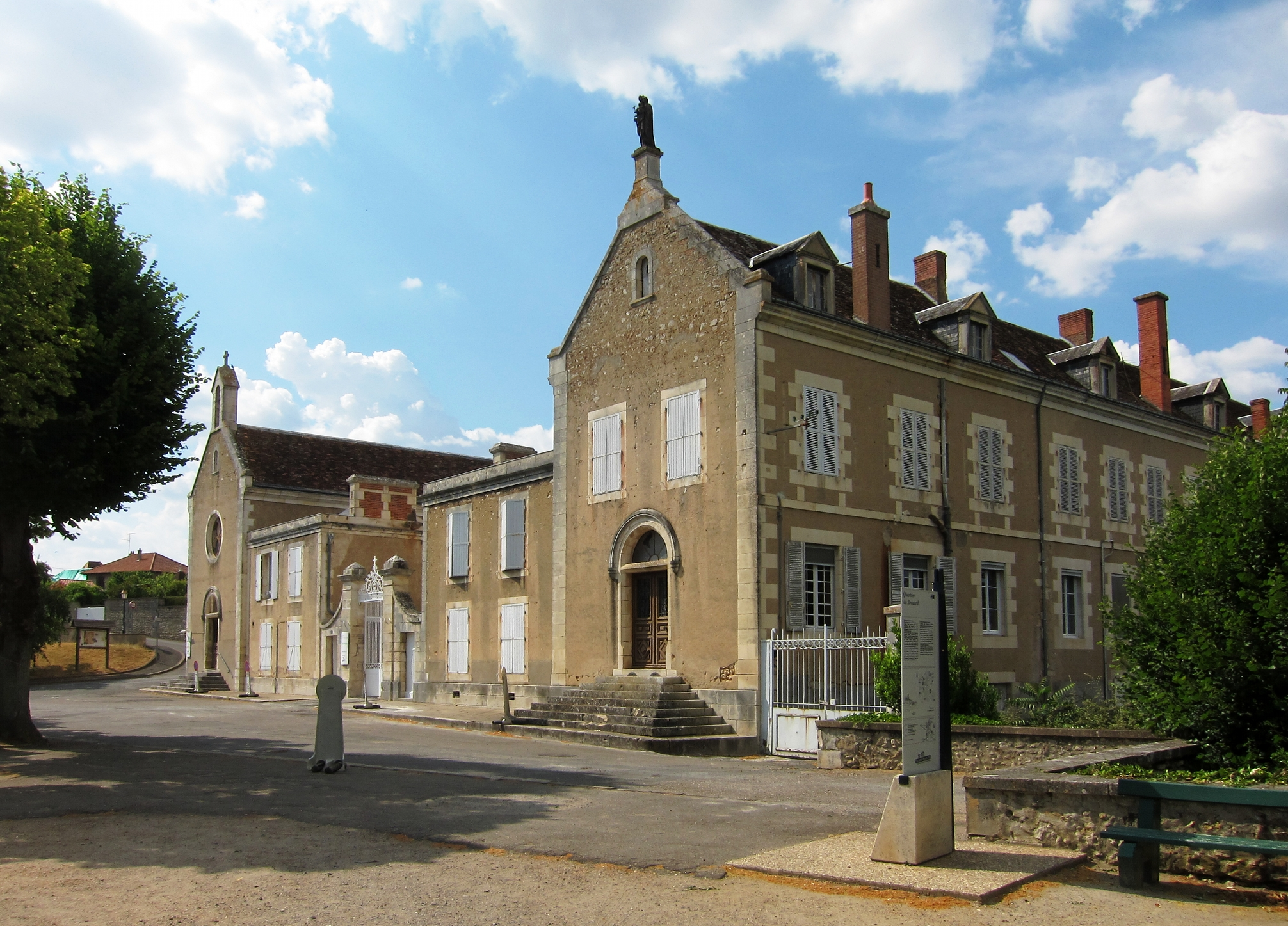
普瓦捷大学中心医院蒙莫里永病区

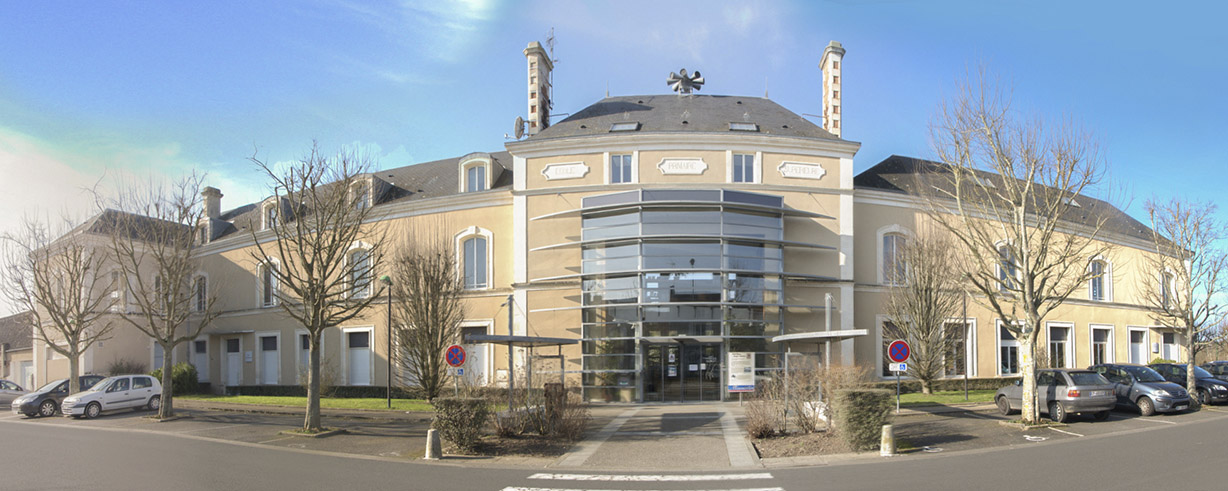
蒙莫里永多媒体中心

### 教育
蒙莫里永属于普瓦捷学区。截止2020年1月1日，蒙莫里永境内共有2所幼儿园、3所小学、2所初级中学、1所普通高中、1所农业高中和1所职业高中。2018至2019学年度，蒙莫里永境内共有在校中等教育阶段学生950名。

### 医疗
截止2020年1月1日，蒙莫里永境内共有全科医生10名、保健师5名、牙医3名、护士7名、耳科医生1名、皮肤科医生1名和助产士1名。境内共有药房2家、养老院3家、残疾人帮扶中心3家。
距离蒙莫里永最近的区域性医疗机构为普瓦捷大学中心医院（CHU Poitiers），其在蒙莫里永设有一个病区（Site Montmorillon），设有床位178个，是当地规模最大的公立综合性医院。

### 住房
2018年，蒙莫里永境内共有各类住房3,743套，其中78.5%为独立式居民区，19.9%为集中式居民区。常住房屋占蒙莫里永市镇范围内居民建筑总量的78%。
在住房保障政策方面，2020年，蒙莫里永境内共有588户家庭获得了住房经济补助，受益人数占总人口数量的9.9%，其中567份为房租补助。

### 商业
2019年，蒙莫里永境内共有各类实体商铺150家，其中餐厅21家、大型超市7家、面包房5家、肉铺1家、书店2家、银行门店6家、美容美发店7家、汽车维修店11家。市区西部建有开放式商业街区，有E.Leclerc、奥乐齐超市等商场；市区东北部亦有一家Super U购物超市。

### 体育
2020年，蒙莫里永境内共有1家游泳池、3间体育馆、1座综合体育场、6处网球场、2处马术场、4处足球或橄榄球场以及1处篮球或排球场。
截至2021年11月，蒙莫里永之星联盟体育俱乐部是当地唯一的注册足球队，该队成立于1923年，2021至2022赛季参加新阿基坦大区足球联赛。

### 环境
蒙莫里永的环境事务由其所属的公共社区负责。2019年，蒙莫里永境内暂无污染企业。

### 治安
2019年，蒙莫里永市镇范围内有1处宪兵队。2020年，该宪兵总队辖区内共90个市镇累计发生各类案件2,072起，其中盗窃类案件1,038起，经济类案件444起，毒品交易类案件55起。

## 文化
2020年，蒙莫里永境内共有1家电影院和1家博物馆。蒙莫里永艺术与历史博物馆是当地重要的文化设施，蒙莫里永市政府在该馆内开辟有多媒体中心，向公众全年开放。

### 建筑
蒙莫里永境内有多处历史建筑，其中圣母教堂和八角楼是当地的地标性建筑物，亦为法国国家文物保护单位。

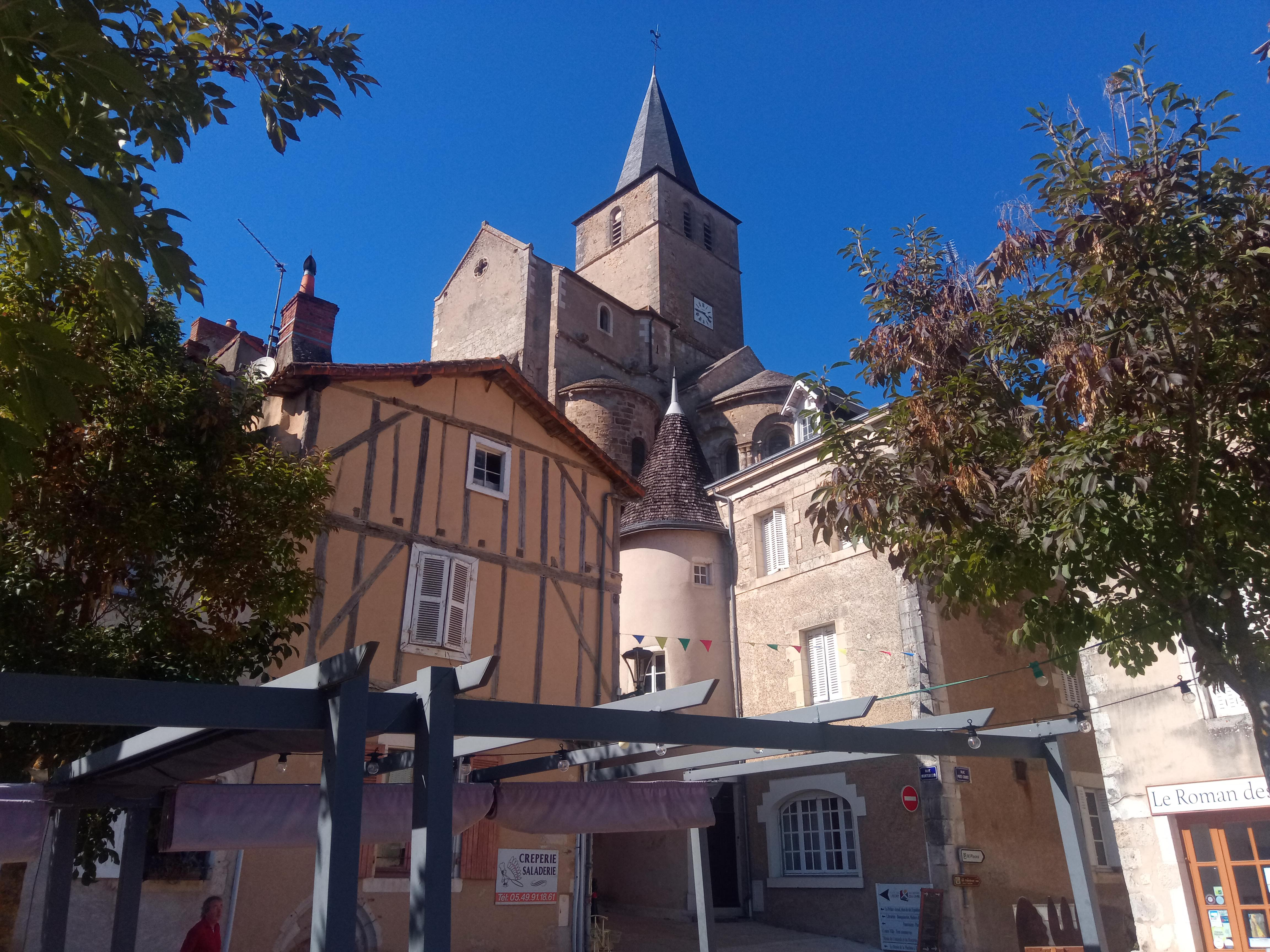
圣母教堂（法语：Église Notre-Dame de Montmorillon）
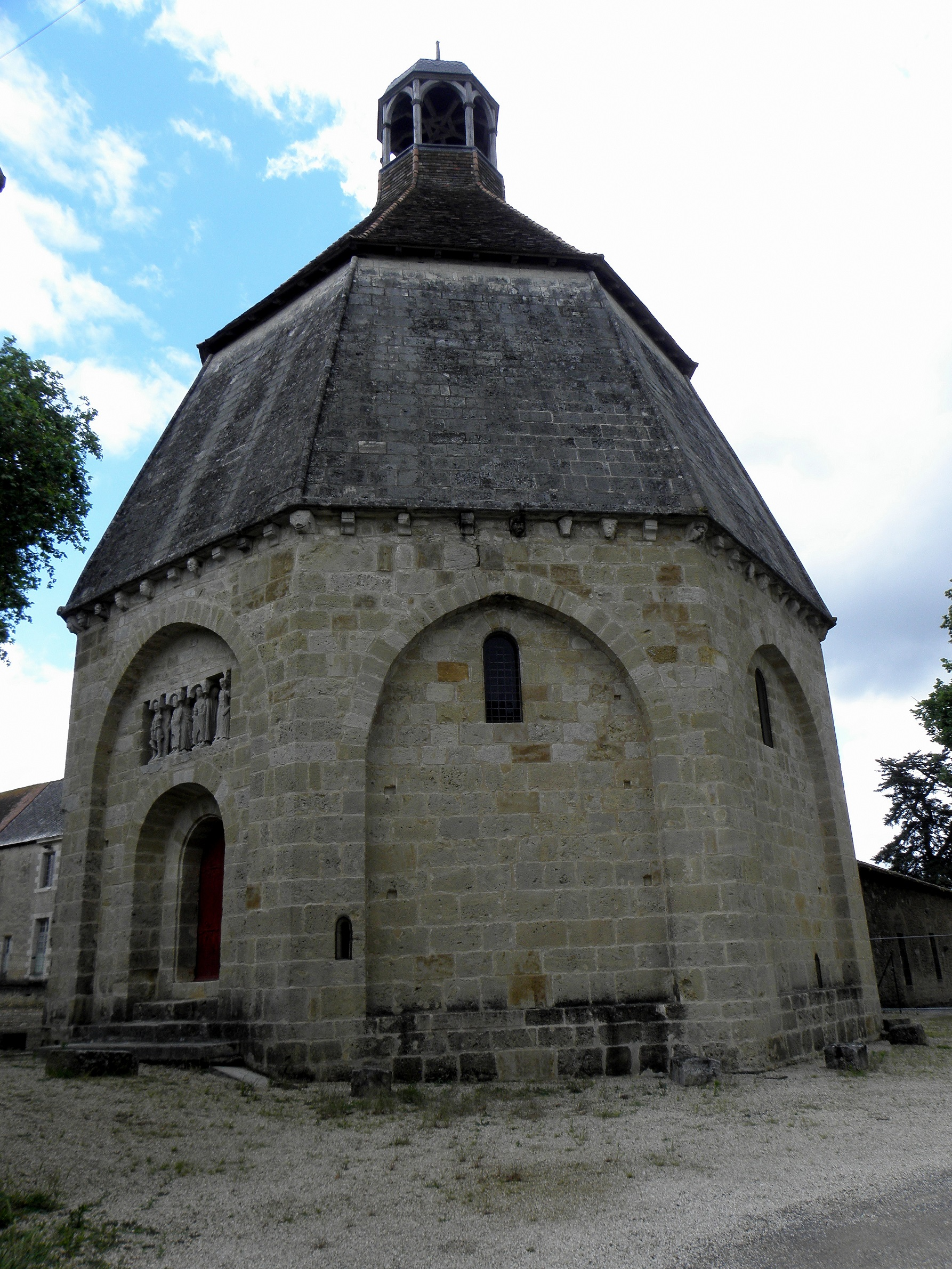
八角楼（法语：Octogone de Montmorillon）
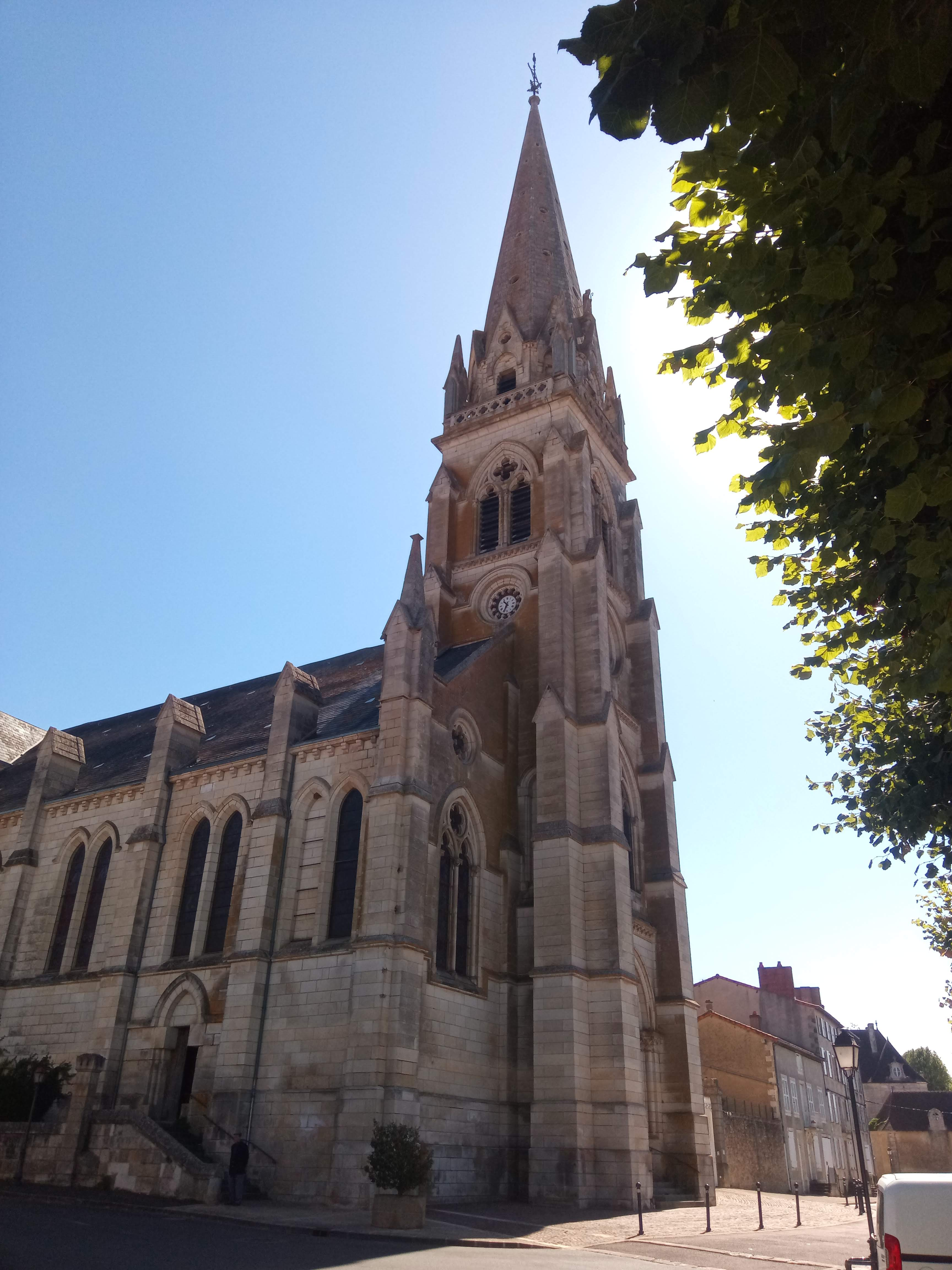
圣马夏尔教堂
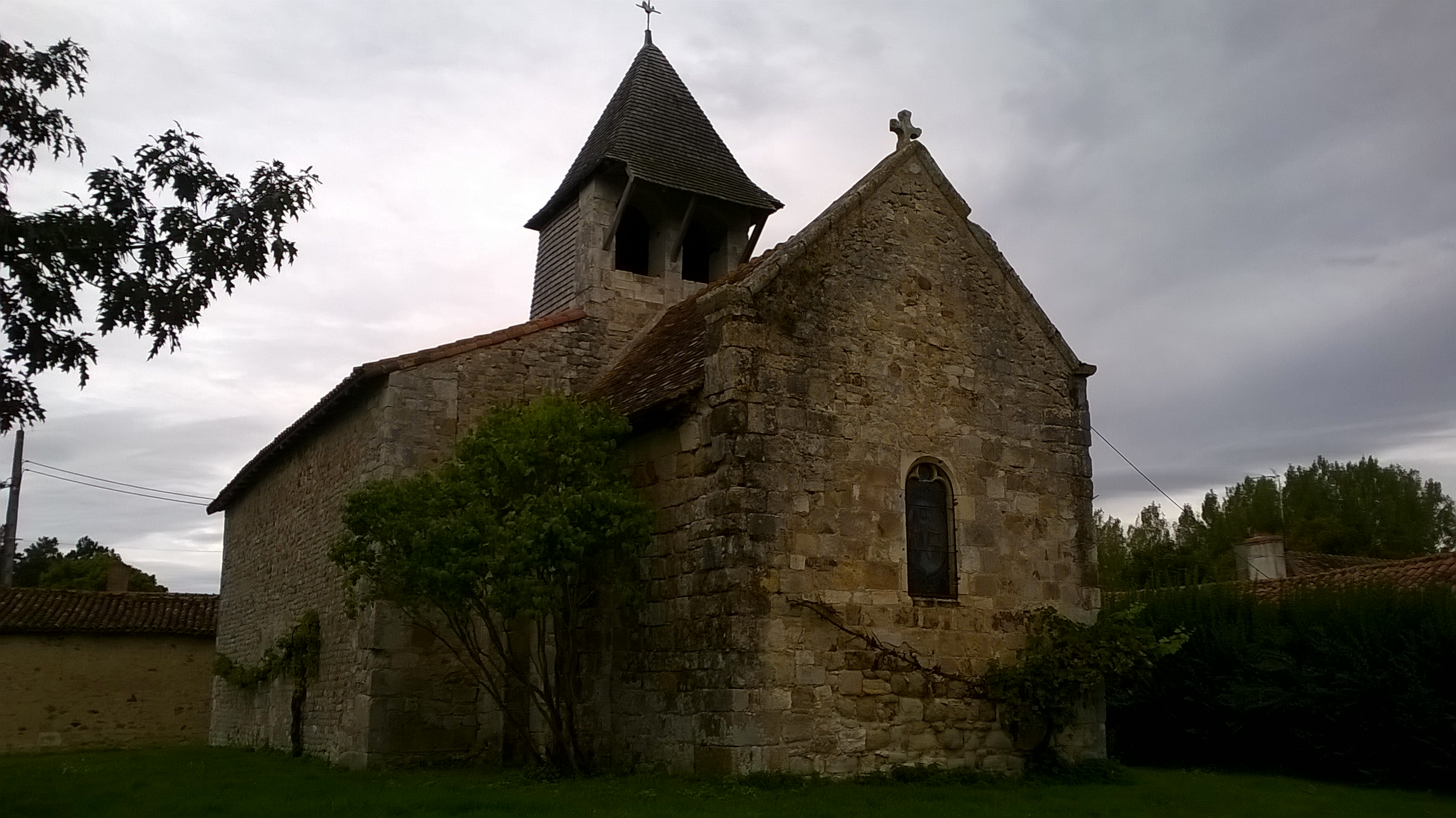
圣马丁教堂
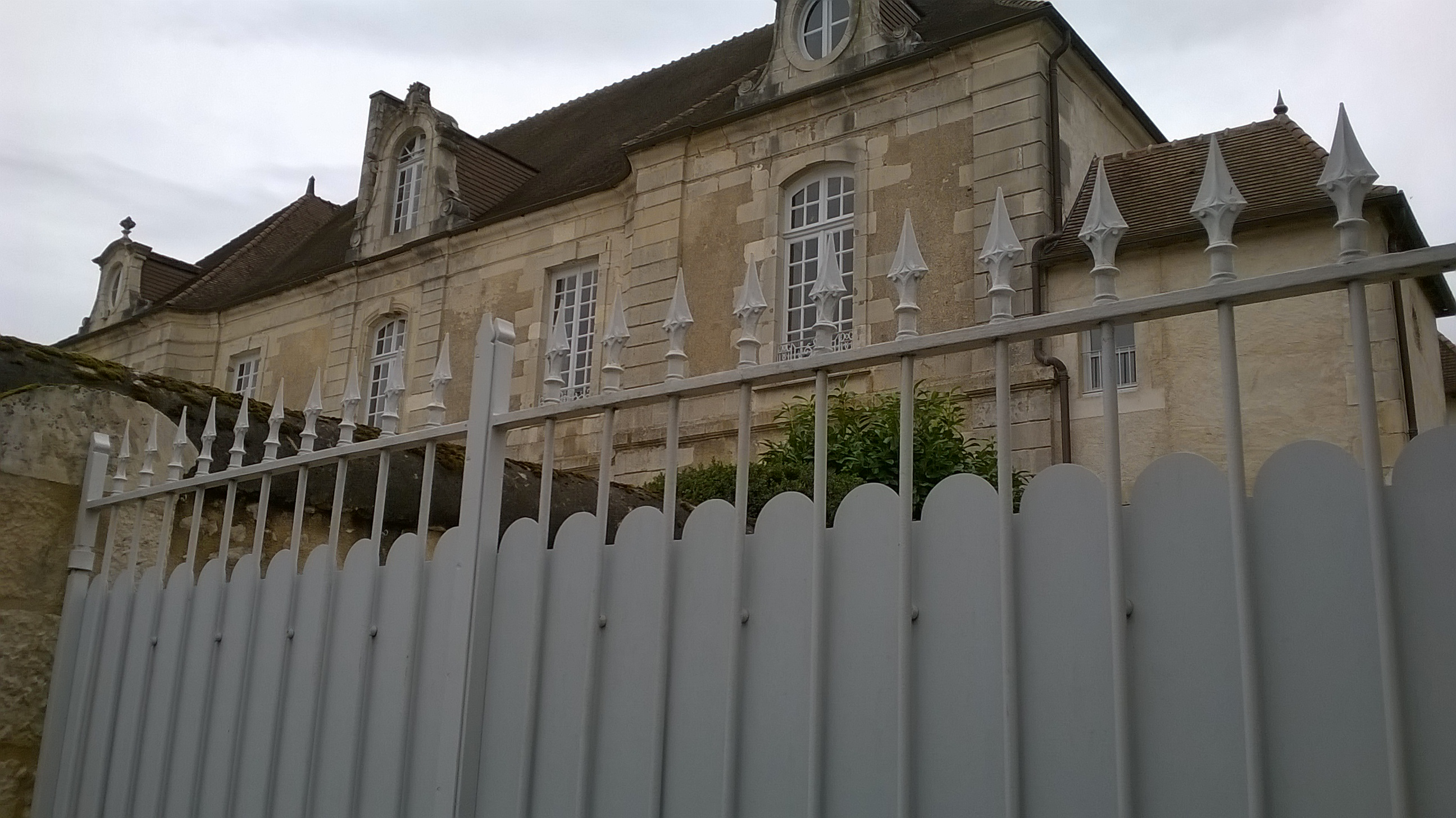
穆萨克宫（法语：Hôtel de Moussac）
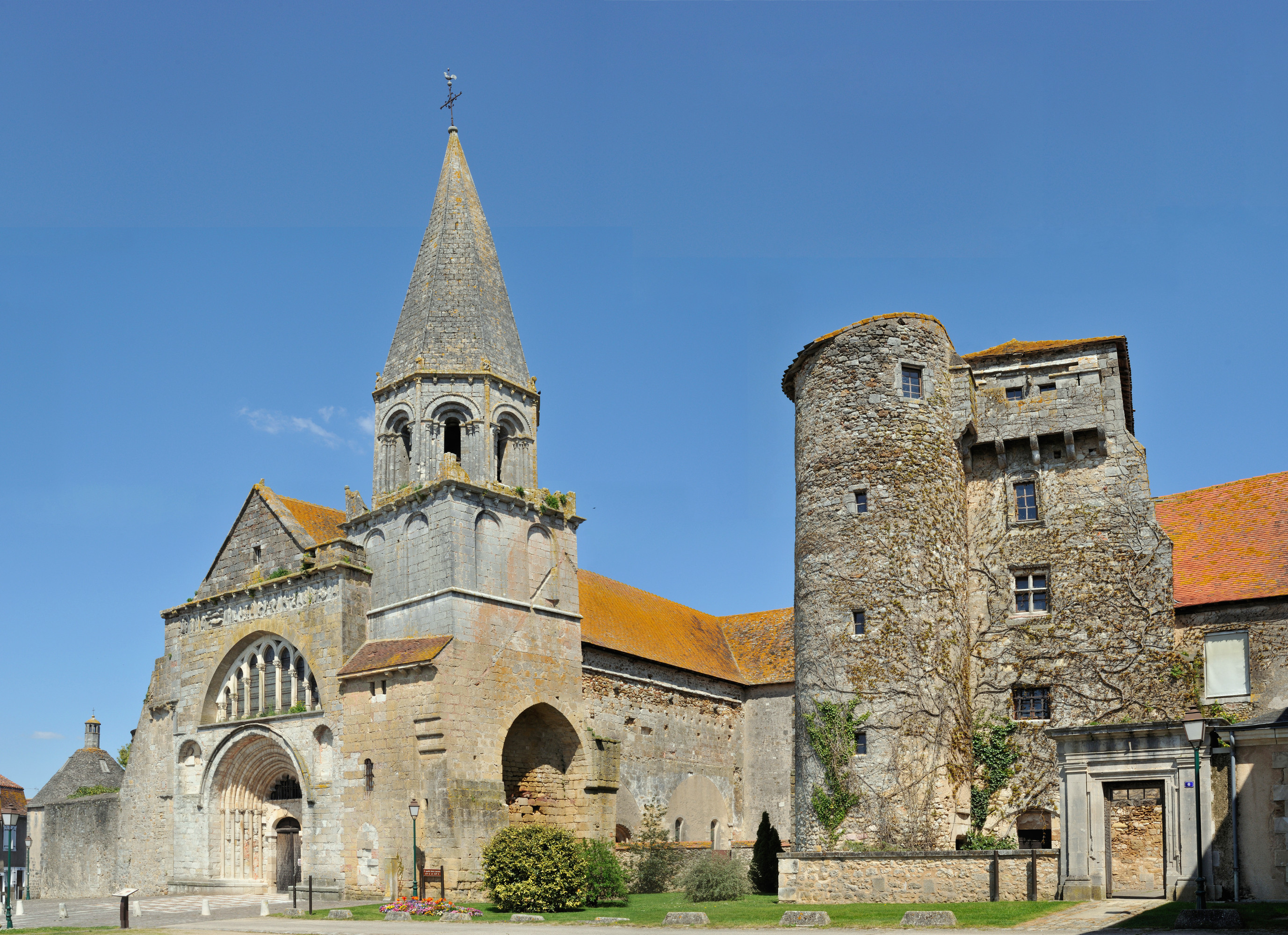
圣洛朗小教堂
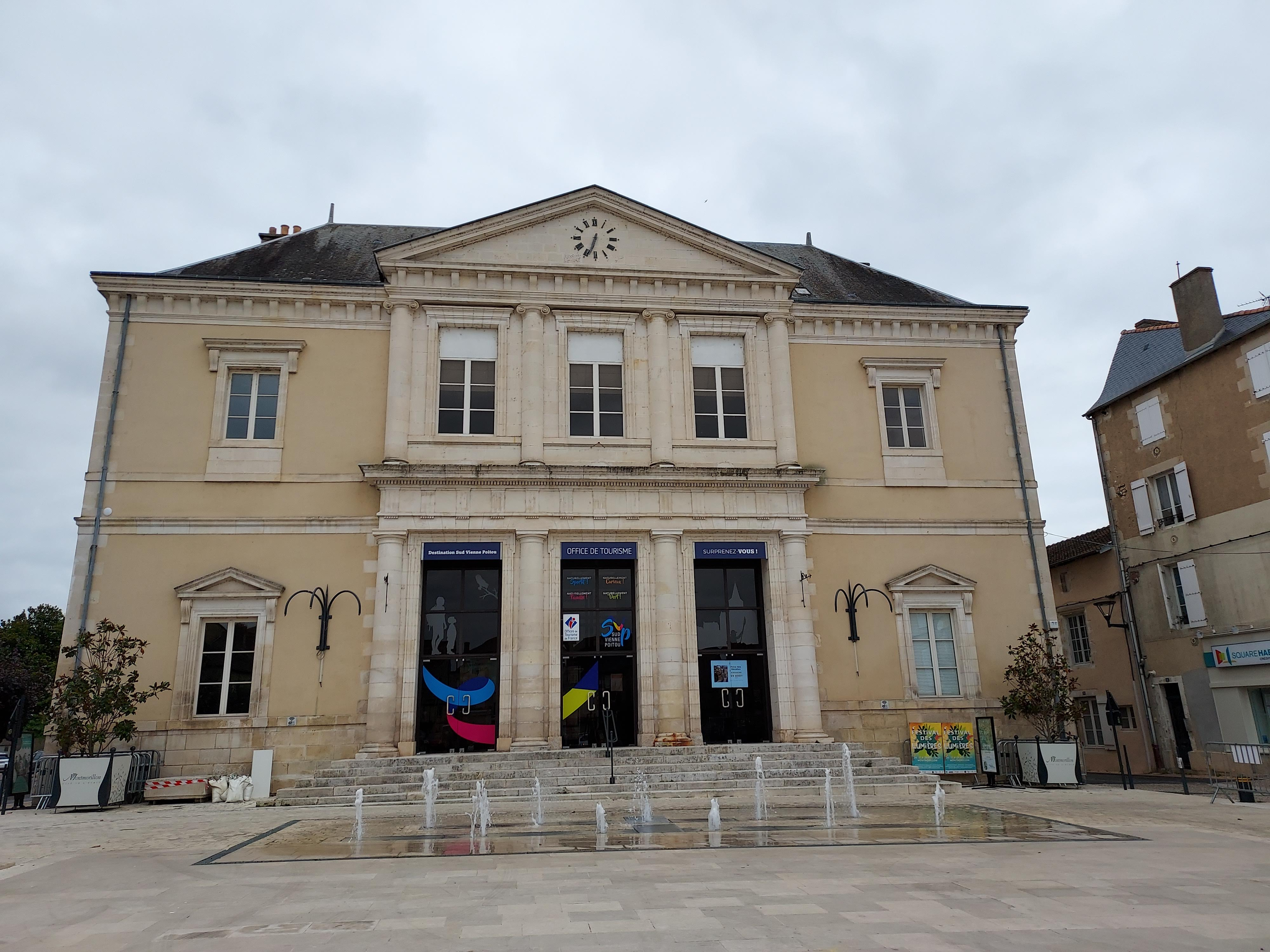
法院

### 旅游
蒙莫里永的旅游事务由其所属的公共社区负责。2021年，蒙莫里永境内共有1家酒店共计36间房间；另有1个露营地，可容纳共76辆露营车。

### 媒体
法国主要的媒体均可在蒙莫里永接收，法国电视三台下属的新阿基坦大区频道在部分时段播出蒙莫里永所属区域的地方新闻。当地的主要地方性媒体包括《维埃纳省中央报》、《中西部新共和国报》等。

## 相关人物
法国女作家雷吉娜·德福尔热和赛车手西蒙·帕热诺出生于蒙莫里永。

## 友好城市
截至2021年11月，蒙莫里永共与五座城市互为友好城市关系：
- 德国 瓦登
- 西班牙 梅迪纳德尔坎波
- 波蘭 戈希齐诺
- 羅馬尼亞 普特纳乡
- 布吉納法索 Safané